# Бросо
Бросо (итал. Brosso) је насеље у Италији у округу Торино, региону Пијемонт.
Према процени из 2011. у насељу је живело 410 становника. Насеље се налази на надморској висини од 766 м.

## Становништво
| 1931. | 1936. | 1951. | 1961. | 1971. | 1981. | 1991. | 2001. | 2011. |
| ----- | ----- | ----- | ----- | ----- | ----- | ----- | ----- | ----- |
| 651   | 559   | 496   | 523   | 529   | 503   | 505   | 474   | 460   |